# Bushido – saga o samurajach
Bushido - saga o samurajach (jap. 武士道残酷物語 Bushidō zankoku monogatari) – japoński film z 1963 roku w reżyserii Tadashiego Imai. Zdjęcia kręcono w Tokio.

## Fabuła
Dramat historyczny opisuje siedem epizodów japońskich od początku XVII wieku do współczesności, przedstawiając duchową strukturę Japończyków, którzy oddają życie za monarchów i narody. Film opowiada o siedmiu pokoleniach rodziny, która służy swojemu panu zgodnie z kodeksem bushido, który zakłada, że życie samuraja nie należy do niego, tylko do jego pana. Potomkowie samurajów, mimo zmiany epoki, niezmiennie zostają wierni idei lojalności i honoru rodziny. 

## Alternatywne tytuły polskie[1]
- Okrutny kodeks bushido
- Przysięga posłuszeństwa

## Nagrody
- Złoty Niedźwiedź na 13. Festiwalu Filmowym w Berlinie[2]
- Błękitna Wstęga – nagroda dla najlepszego aktora przyznawana przez japońskich krytyków i dziennikarzy